# Wallace Monument
Wallace Monument (The National Wallace Monument) – wieża upamiętniająca narodowego bohatera Szkocji – Williama Wallace’a. Znajduje się na wzgórzu Abbey Craig, niedaleko miasta Stirling.
Zaprojektowana przez Johna Thomasa Rocheada, 67-metrowa wieża z piaskowca, została ukończona w 1869. Wieża jest udostępniona dla zwiedzających przez cały rok. W jej wnętrzu znajdują się sale, w których przedstawiana jest postać Wallace’a.

## Galeria

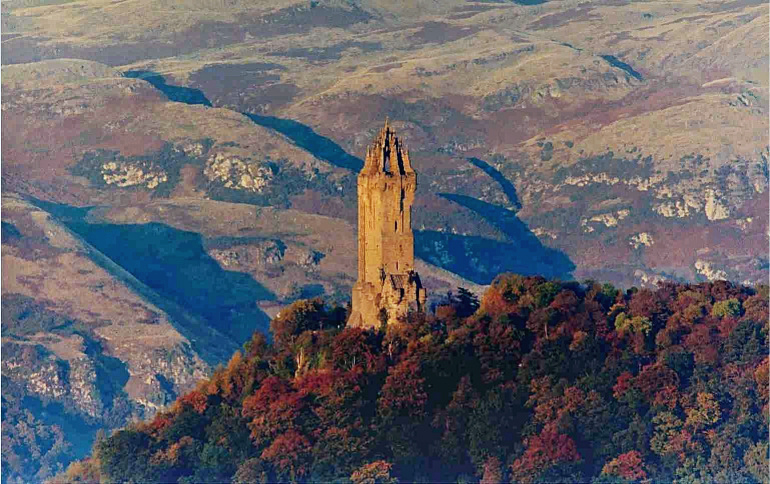
Wallace Monument, w tle pasmo górskie Ochil Hills
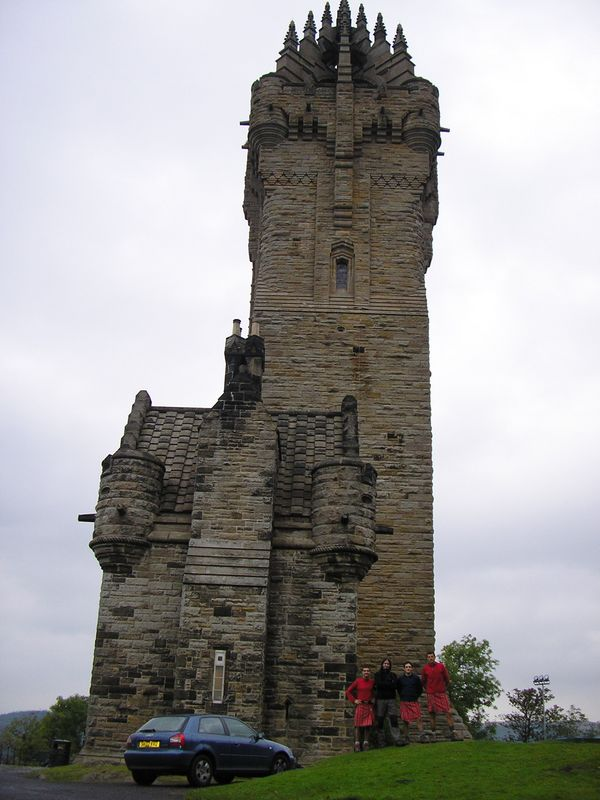
Wieża z bliska
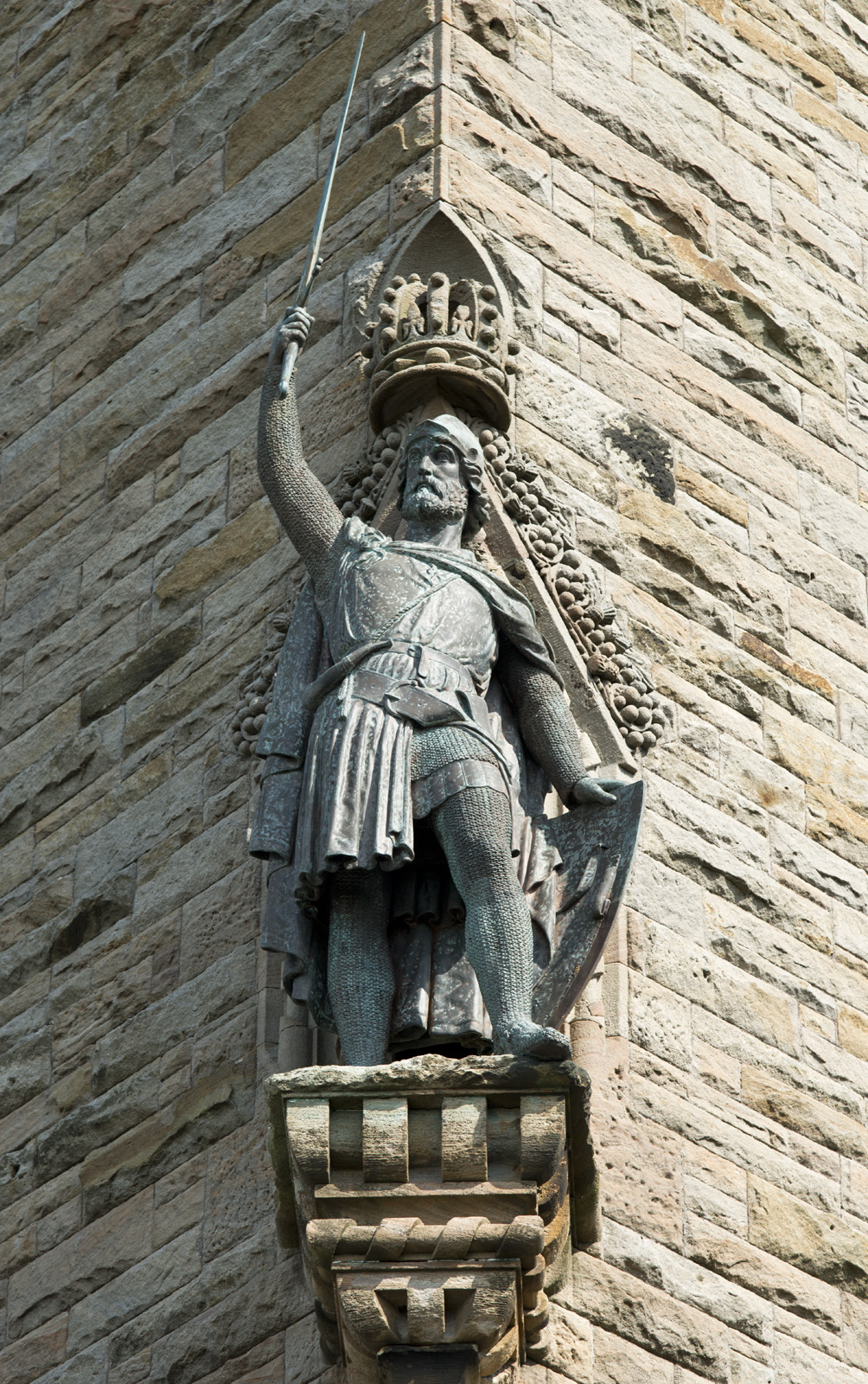
Posąg Williama Wallace’a na wieży
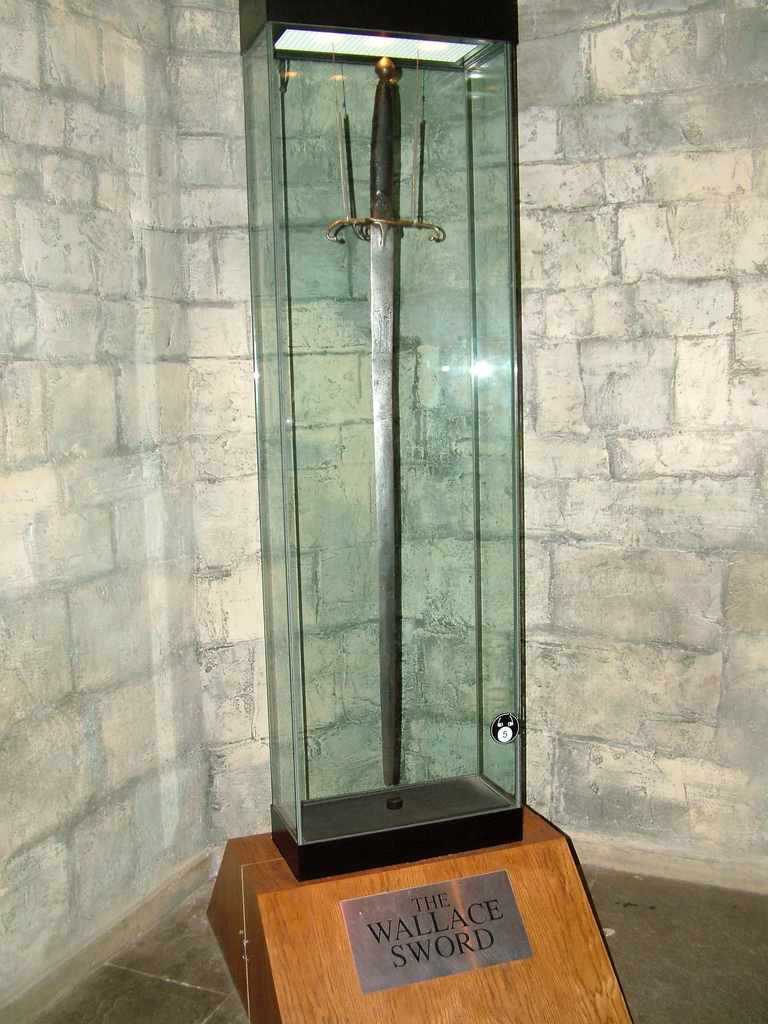
Miecz Williama Wallace’a wewnątrz wieży
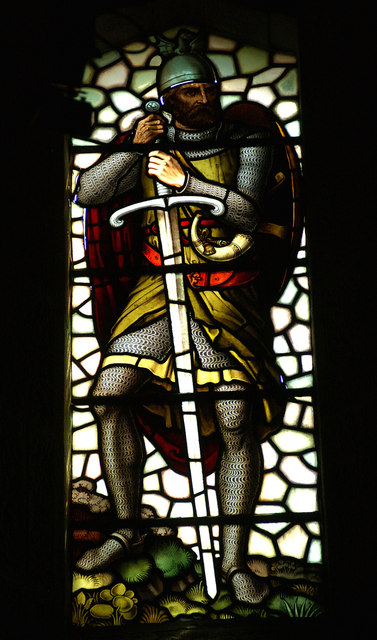
Witraż przedstawiający Williama Wallace’a